# Allopogon basalis
Allopogon basalis là một loài ruồi trong họ Asilidae. Allopogon basalis được Curran miêu tả năm 1935.